# 福島県スポーツの歌
「福島県スポーツの歌」（ふくしまけんスポーツのうた）は、日本の福島県が制定した体育歌である。作詞・小林金次郎（1910年 - 2002年）、作曲・古関裕而（1909年 - 1989年）。
本項では、同じレコードのB面に収録された「福島県民体操」（ふくしまけんみんたいそう）についても解説する。

## 解説
1950年（昭和25年）に福島県総合体育大会が創設されたことを記念し、県が作詞を福島市出身の詩人である小林に、作曲を同じく福島市出身で戦前からスポーツ音楽の第一人者として名声を確立していた古関に依頼して作成された。古関は前年に隣接する山形県の「スポーツ県民歌」を作曲したばかりであったが、郷里からの依頼による体育歌作成と言うことで特に力を注ぎ、完成時には作詞者の小林へ「今まで作ったスポーツの歌の中でも会心の作の一つですよ」と自信を覗かせていた。
日本コロムビアが製造したSP盤の創唱は、前年の山形県「スポーツ県民歌」と同じく藤山一郎が行っている。2019年（平成31年）4月24日発売のアルバム『古関裕而 生誕110年記念 スポーツ日本の歌 〜栄冠は君に輝く』（COCP-40793〜40794）ディスク2のトラック11でFMC混声合唱団のカバーが収録された。なお「スポーツの歌」作成当時、福島県は県民歌を制定しておらず17年後の1967年（昭和42年）に「福島県県民の歌」が作られた。ただし、県民歌では専門家に依頼した「スポーツの歌」と対照的に作詞・作曲のいずれも懸賞公募に諮られたため、古関は作曲者でなく審査委員として選定に関わっている。

### 福島県民体操
「福島県スポーツの歌」と同じレコードのB面には、A面と同じく古関が作曲したインストゥルメンタルの「福島県民体操」が収録されている。この体操の発表は北海道の「道民体操」（どさんこ体操）や千葉県の「なのはな体操」よりも四半世紀以上早く、全国の県民体操の中でも最初期の部類に入るものである。
2020年（令和2年）11月9日にNHKで放送された朝の連続テレビ小説『エール』第106回では、古関をモデルにした主人公の裕一が県民体操の作曲を依頼されて柔軟体操をしながら曲のイメージ作りを行うエピソードが挿入されていた。